# Episodi di Power (prima stagione)
La prima stagione della serie televisiva Power, composta da 8 episodi, è stata trasmessa negli Stati Uniti dal canale via cavo Starz dal 7 giugno al 2 agosto 2014.
In Italia, la stagione è andata in onda in prima visione sul canale satellitare AXN dal 26 maggio al 7 luglio 2015.
| n° | Titolo originale           | Titolo italiano        | Prima TV USA   | Prima TV Italia |
| -- | -------------------------- | ---------------------- | -------------- | --------------- |
| 1  | Not Exactly How We Planned | Il prezzo del riscatto | 7 giugno 2014  | 26 maggio 2015  |
| 2  | Whoever He Is              | Sete di vendetta       | 14 giugno 2014 | 26 maggio 2015  |
| 3  | This Is Real               | Il summit              | 21 giugno 2014 | 2 giugno 2015   |
| 4  | Who Are You?               | Gioco sporco           | 28 giugno 2014 | 9 giugno 2015   |
| 5  | I Gotta Go                 | Passioni clandestine   | 12 luglio 2014 | 16 giugno 2015  |
| 6  | Who You With?              | Catena alimentare      | 19 luglio 2014 | 23 giugno 2015  |
| 7  | Loyalty                    | Tradimenti             | 26 luglio 2014 | 30 giugno 2015  |
| 8  | Best Laid Plans            | Scherzi del destino    | 2 agosto 2014  | 7 luglio 2015   |

## Il prezzo del riscatto
- Titolo originale: Not Exactly How We Planned
- Diretto da: Anthony Hemingway
- Scritto da: Courtney Kemp Agboh

### Trama
Ghost è il proprietario di un night ma allo stesso tempo gestisce il traffico di zona.
- Ascolti USA: telespettatori 490 000 – share 0.17%[1]

## Sete di vendetta
- Titolo originale: Whoever He Is
- Diretto da: Anthony Hemingway
- Scritto da: Courtney Kemp Agboh

### Trama
- Ascolti USA: telespettatori 614 000 – share 0.31%[2]

## Il summit
- Titolo originale: This Is Real
- Diretto da: John David Coles
- Scritto da: Lauren Schmidt

### Trama
- Ascolti USA: telespettatori 472 000 – share 0.24%[3]

## Gioco sporco
- Titolo originale: Who Are You?
- Diretto da: John David Coles
- Scritto da: Sascha Penn

### Trama
- Ascolti USA: telespettatori 557 000 – share 0.26%[4]

## Passioni clandestine
- Titolo originale: I Gotta Go
- Diretto da: George Tillman Jr.
- Scritto da: Randy Huggins

### Trama
- Ascolti USA: telespettatori 528 000 – share 0.25%[5]

## Catena alimentare
- Titolo originale: Who You With?
- Diretto da: George Tillman Jr.
- Scritto da: Salvatore Stabile

### Trama
- Ascolti USA: telespettatori 745 000 – share 0.4%[6]

## Tradimenti
- Titolo originale: Loyalty
- Diretto da: Kari Skogland
- Scritto da: Raphael Jackson Jr. e Damione Macedon

### Trama
- Ascolti USA: telespettatori 754 000 – share 0.4%[7]

## Scherzi del destino
- Titolo originale: Best Laid Plans
- Diretto da: Kari Skogland
- Scritto da: Courtney Kemp Agboh e Vladimir Cvetko

### Trama
- Ascolti USA: telespettatori 1 082 000 – share 0.5%[8]